# Vishvarupa
Vishvarupa (Sanskriet voor "die met alle/vele vormen/kleuren") was in het vroege hindoeïsme een kosmogone godheid, die aan de oorsprong van de schepping ligt en deze ook weer kan absorberen.
Volgens de Taittrya Samhita, een niet-klassieke tekst, had hij drie hoofden, namelijk:
een dat de soma drinkt (soma is mannelijk in het Sanskriet)
een dat de sura drinkt (sura is alcohol of verdovingsmiddel en is vrouwelijk in het Sanskriet)
een dat het voedsel eet (letterlijk het geëtene eet, dat wil zeggen in staat alles wat vanbuiten is vanbinnen te transformeren).
Toen 1000 jaar na deze tekst met die gegevens opdracht werd gegeven een beeld of afbeelding te maken die Vishvarupa voorstelt, kwam de kunstenaar op het idee hem met vele armen voor te stellen.
Sura is het tegendeel van soma voor de asura's, die de sura drinken. De deva's zijn erop uit de bron van de asura's droog te leggen.
Laatst bijgekomen deva Indra (Devendra), die alleen gemaakt is om te doden, zou volgens bepaalde volksverhalen de hoofden van Vishvarupa hebben afgeslagen met zijn vajra en daardoor een enorme schuld op zich hebben geladen, want Vishvarupa vertegenwoordigde de Veda en werd beschouwd tot het niveau van de Brahmanen te horen, en een Brahmanenmoord (brahmanahatyam) was de ergste misdaad die iemand kon begaan. In dit geval meldt de tekst echter brahmahatyam en dit zou betekenen 'de veda doden', omdat in antieke tijden het woord brahman gelijkstond met veda.

## Acharya
De Mahabharata verhaalt, dat Indra de acharya (leermeester) van de deva's en hogepriester Brihaspati beledigde met onhoffelijk gedrag, waarna deze van het hof afstand nam en zich zelfs onzichtbaar maakte. Zonder leermeester daalde Indra's hof in aanzien en de asura's vatten hun aanvallen weer op. Daarom werd er naar een nieuwe acharya gezocht. Brahma adviseerde Vishvarupa en hij werd de nieuwe acharya. Vishvarupa's moeder was echter een asura en daitya. Indra dacht dat hij daarom niet trouw zou blijven in de strijd tegen de asura's en doodde hem met zijn bliksem. Tvastri (Viswakarma) schiep daarop uit het offervuur een vurige demon, die Indra moest doden: Vritra. Maar Indra overwon Vritra, zij het op een slinkse manier. Daarom moest Indra vluchten en afstand doen van de troon. Nahusha volgde hem op, maar wilde Sachi, Indra's echtgenote, bezitten. Nadat Nahusha door een Rishi was vervloekt nam Indra weer plaats op de troon van de goden.

## Andere betekenissen

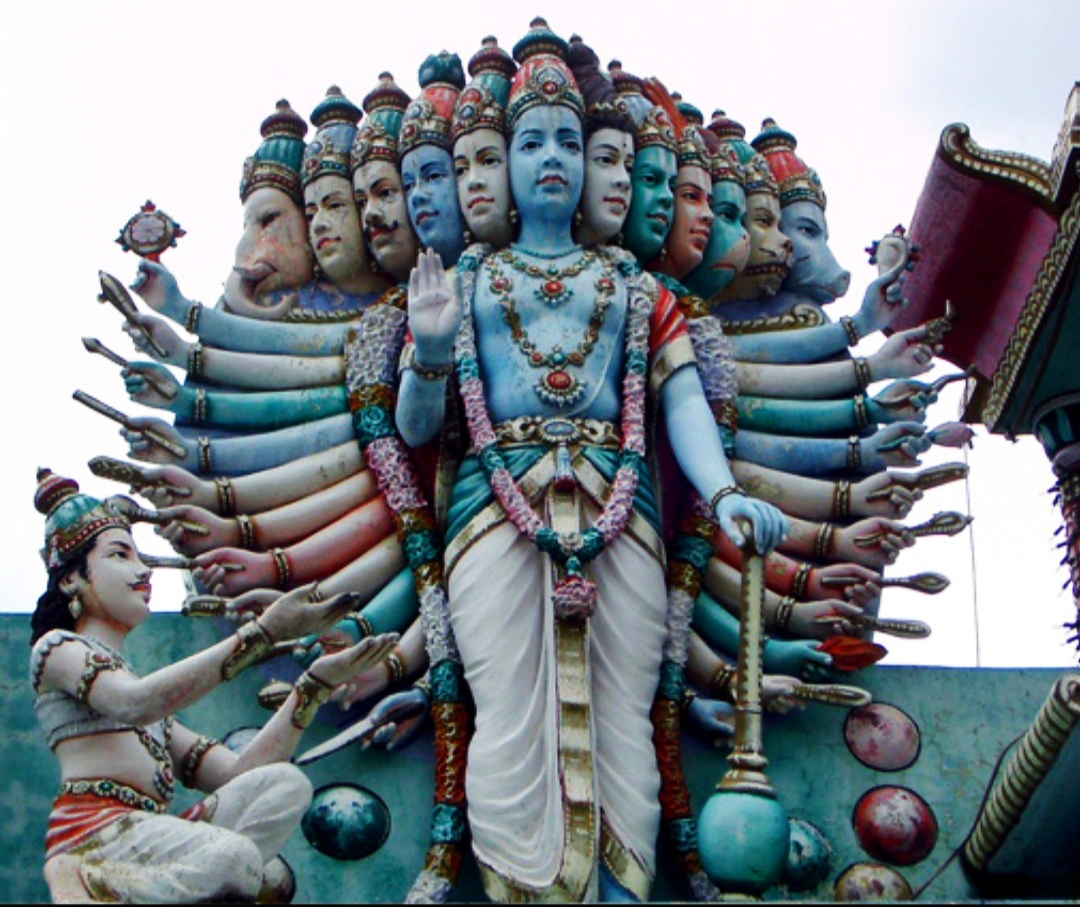
De universele vorm van Krishna

Vishvarupa kan ook nog refereren aan:
- De Universele vorm die Krishna in de Bhagavad gita laat zien aan Arjuna
- Een epitheton voor Shiva
- Trisiras
- De ingespannen paarden van Brihaspati
- Een van de zeven vuurtongen